# Let's Talk About Leftovers
Let's Talk About Leftovers is een compilatiealbum van de Amerikaanse punkband Lagwagon. Het is een verzameling van zeldzame en niet eerder uitgegeven nummers. Het werd oorspronkelijk uitgegeven op 8 februari 2002 door My Records, het label van de zanger van Lagwagon, Joey Cape. My Records is opgeheven en het album werd heruitgegeven op 27 augustus 2000 door Fat Wreck Chords.
Het album bevat enkele verborgen tracks en drie live opnames.

## Nummers
1. "A Feedbag of Truckstop Poetry"
2. "Narrow Straits"
3. "Burn That Bridge When We Get to It"
4. "Losing Everyone" (cover van Drag the River)
5. "Jimmy Johnson"
6. "Eat Your Words"
7. "Want" (cover van Jawbreaker)
8. "Bring On the Dancing Horses" (cover van Echo & the Bunnymen)
9. "Randal Gets Drunk"
10. "Raise a Family"
11. "Restrain"
12. "No One Like You" (cover van Scorpions)
13. "Freedom of Choice" (cover van Devo)
14. "Brodeo"
15. "Drive By"
16. "Wind in Your Sail"
17. "Over the Hill"
18. "Defeat You"
19. "Laymen's Terms"
20. "Jazzy Jeff"
21. "The Champ"
22. "Demented Rumors"
23. "Truth and Justice"
24. "No Conviction"
25. "Jaded Ways"